# Horst-Dieter Schiele
Horst-Dieter Schiele (* 8. April 1933 in Breslau) ist ein deutscher Journalist. Er war Chefredakteur des Mannheimer Morgen und Geschäftsführer des Verlags Mannheimer Morgen, Großdruckerei und Verlag.

## Leben
Schiele begann 1955 seine Karriere als Werkstudent beim Mannheimer Morgen und verblieb dort bis zu seinem Eintritt in den Ruhestand im Jahr 1998. Ab Ende der 1970er Jahre leitete er zusammen mit  Hermann „Mac“ Barchet die Lokalredaktion des Blattes. 1987 wurde er als Nachfolger von Hans-Joachim Deckert Chefredakteur, da sich der als Korrespondent nach Moskau hatte versetzen lassen. 1996 wurde Schiele zusätzlich zum Geschäftsführer des Verlags Mannheimer Morgen Großdruckerei und Verlag GmbH bestellt.
Schiele ist mit Ingeborg Schiele verheiratet, die 33 Jahre lang die Sozialredaktion des Mannheimer Morgen leitete. Das Paar lebt in Edingen-Neckarhausen bei Heidelberg.

## Auszeichnungen
- Kurpfalz-Ehrenring 2001 des Vereins Kurpfalz[3]